# Rochester Royals 1953-1954
La stagione 1953-54 dei Rochester Royals fu la 6ª nella NBA per la franchigia.
I Rochester Royals arrivarono secondi nella Western Division con un record di 44-28. Nel primo turno di play-off, disputato con Minneapolis Lakers e Fort Wayne Pistons in un girone all'italiana, vinsero due partite perdendone una. Successivamente persero la finale di division con i Minneapolis Lakers (2-1).

## Roster
| N° | Naz.                   | Ruolo | Sportivo        | Anno | Alt. | Peso |
| -- | ---------------------- | ----- | --------------- | ---- | ---- | ---- |
| 3  | Stati Uniti (bandiera) | G     | Jack McMahon    | 1928 | 185  | 84   |
| 9  | Stati Uniti (bandiera) | G     | Bobby Wanzer    | 1921 | 183  | 77   |
| 10 | Stati Uniti (bandiera) | AC    | Jack Coleman    | 1924 | 201  | 88   |
| 11 | Stati Uniti (bandiera) | GA    | Bob Davies      | 1920 | 183  | 79   |
| 12 | Stati Uniti (bandiera) | A     | Norm Swanson    | 1930 | 198  | 95   |
| 14 | Stati Uniti (bandiera) | AC    | Arnie Risen     | 1924 | 206  | 91   |
| 15 | Stati Uniti (bandiera) | G     | Odie Spears     | 1924 | 196  | 93   |
| 16 | Stati Uniti (bandiera) | G     | Al Masino       | 1928 | 178  | 79   |
| 18 | Stati Uniti (bandiera) | AC    | Cal Christensen | 1927 | 196  | 95   |
| 20 | Stati Uniti (bandiera) | AC    | Alex Hannum     | 1923 | 201  | 95   |
| 21 | Stati Uniti (bandiera) | AC    | Frank Reddout   | 1931 | 196  | 88   |

## Staff tecnico
- Allenatore: Les Harrison